# Moto Club Abadesses

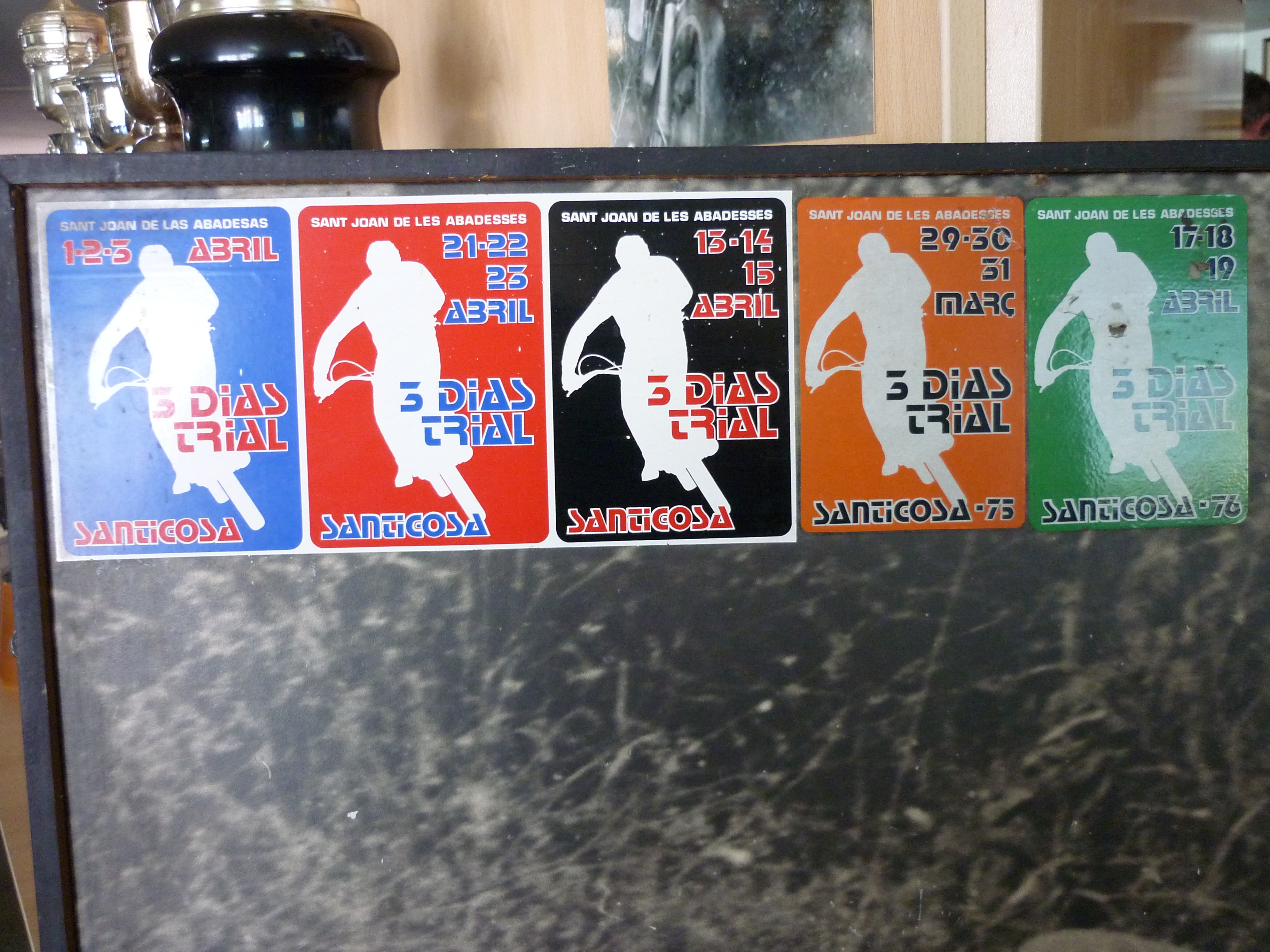
Logotips de diverses edicions dels Tres Dies de Santigosa. La silueta és d'una foto de Jordi Permanyer de

El Moto Club Abadesses és una entitat esportiva catalana dedicada al motociclisme que fou fundada a Sant Joan de les Abadesses, Ripollès, el 1977. Es dedica sobretot a la promoció del trial, modalitat amb gran arrelament a la població (ja el 1970 s'hi celebrà el I Trial de Santigosa, antecedent dels actuals Tres Dies de Santigosa). El Moto Club organitzà una prova del Campionat d'Espanya el 1977 i una del Campionat del Món el 2001. El 2005 aconseguí el primer espai regulat per a la pràctica del trial a Catalunya i el 2008 inaugurà un nou parc de bicicletes per a la promoció del bicitrial. Aquell mateix any organitzà un trial de clàssiques que el 2009 esdevingué la primera edició dels "2 Dies Trial Santigosa Clàssic".